# Huiji
Huiji är ett stadsdistrikt i Zhengzhou i Henan-provinsen i norra Kina.